# Glaphyra ishiharai
Glaphyra ishiharai là một loài bọ cánh cứng trong họ Cerambycidae.